# 东次将增三
东次将增三，即室女座59，又名BD+10 2531，HD 115383、SAO 119847、HR 5011，是室女座的一颗恒星，视星等为5.22，位于銀經322.8，銀緯71.31，其B1900.0坐标为赤經13h 11m 48.7s，赤緯+9° 71.31′ 48″。
2013年天文學家以直接照相法在旁發現系外行星室女座59b。